# Vektor četverec
Véktor četvêrec (ali kar četvêrec in 4-vektor) je v teoriji relativnosti (PTR, STR) vektor v štirirazsežnem realnem vektorskem prostoru, katerega komponente se pri rotacijah in translacijah inercialnega koordinatnega sistema obnašajo kot krajevne in časovne koordinate (ct, x, y, z). Opisane transformacije se imenujejo Lorentzeve transformacije in jih lahko predstavimo z matrikami 4×4. Množica Lorentzevih transformacij tvori Lorentzevo grupo.
Osnovni vektor v prostoru Minkowskega je svetovni četverec, določen kot:
Napaka pri razčlembi (SVG (MathML lahko omogočite z vtičnikom brskalnika): Neveljavni odziv (»Math extension cannot connect to Restbase.«) strežnika »http://localhost:6011/sl.wikipedia.org/v1/«:): {\displaystyle  \mathbf{r} = \left( c t, x, y, z \right) \!\, . }

Pri tem je c hitrost svetlobe.
Svetovni četverec ustreza dogodku (ct, x, y, z) v prostor-času. Po Einsteinovi interpretaciji je »dogodek« – presečišče lege in časa – edina dejansko merljiva fizikalna količina. Množica dogodkov, ki jih med gibanjem preteče točkasto telo, predstavlja v prostor-času štirirazsežno krivuljo, ki jo imenujemo svetovnica in je posplošitev pojma tira telesa v trirazsežnem prostoru.
Zgledi vektorjev četvercev so ob svetovnem četvercu (ct, x, y, z) še četverec toka (cρ, j), ki ga sestavlja gostota naboja ρ in gostota električnega toka j, četverec elektromagnetnega potenciala (φ, A), ki ga sestavljata skalarni električni potencial φ in vektorski potencial A, četverec gibalne količine (E/c, p), sestavljen iz (relativistične) energije E in gibalne količine p. Hitrost svetlobe c pogosto nastopa zato, da ima prva (»časovna«) komponenta, navadno označena z indeksom 0, isto enoto kot preostale (»krajevne«) komponente, po navadi označene z indeksi 1-3.

## Skalarni produkt vektorjev četvercev
Skalarni produkt dveh vektorjev četvercev a in b je določen kot:
{\displaystyle a\cdot b=\left({\begin{matrix}a_{0}&a_{1}&a_{2}&a_{3}\end{matrix}}\right)\left({\begin{matrix}-1&0&0&0\\0&1&0&0\\0&0&1&0\\0&0&0&1\end{matrix}}\right)\left({\begin{matrix}b_{0}\\b_{1}\\b_{2}\\b_{3}\end{matrix}}\right)=-a_{0}b_{0}+a_{1}b_{1}+a_{2}b_{2}+a_{3}b_{3}\!\,.}
Matrika, ki nastopa v produktu, je metrični tenzor in jo navadno označujejo z g. Predznak je stvar dogovora; nekateri pisci ga pomnožijo z -1. Strogo vzeto tako definiran produkt ni notranji produkt, saj  x · x < 0  za nekatere  x. Kot pri navadnem skalarnem produktu v trirazsežnem prostoru je rezultat skalar, kar včasih vzamejo za definicijo, s katero definirajo Lorentzevo grupo. 
Privzema se, da so fizikalni zakoni invariantni na Lorentzevo transformacijo. Za telo v inercialnem opazovalnem sistemu se Vesolje obnaša, kot da je slednje transformirano z Lorentzevo transformacijo, telo pa miruje.